# 李進林
李　進林（り　しんりん）は中国の柔道選手。階級は72kg超級。

## 人物
1986年にマーストリヒトで開催となった世界選手権では無差別に出場して決勝まで進むも、ベルギーのイングリッド・ベルグマンスに判定で敗れたが銀メダルを獲得した。続く福岡国際の無差別では、同僚の世界チャンピオンである高鳳蓮を大外刈で破って優勝した。1987年の福岡国際の無差別では3位だった。

## 主な戦績
- 1986年 - 世界選手権　無差別　2位
- 1986年 - 福岡国際　無差別　優勝
- 1987年 - 福岡国際　無差別　3位